# 安薩 (蒂奧基亞省)
安薩是哥倫比亞的城鎮，位於該國北部，由安蒂奧基亞省負責管轄，距離首府麥德林107公里，始建於1757年，面積253平方公里，海拔高度645米，2005年人口7,371。
6°18′N 75°51′W / 6.300°N 75.850°W